# Départements français d'Espagne
Les départements français d'Espagne furent une organisation du territoire conquis par le Premier Empire français en 1812 en Catalogne.
Analogues aux autres départements français, leur annexion par la France ne fut jamais avalisée officiellement et l'Empire les perdit dès 1814.

## Historique
Au déclenchement de la guerre d'indépendance espagnole, le général Guillaume Philibert Duhesme, qui franchit la frontière entre l'Espagne et la France le 9 février 1808 à la tête du Corps d’observation des Pyrénées-Orientales, fut le premier militaire désigné par Napoléon Ier pour occuper la principauté de Catalogne. Son gouvernement ne s’étendit pas au-delà de la ville de Barcelone et dura jusqu’en janvier 1810.
De mai 1810 à fin 1811, le maréchal Étienne Macdonald fut à la tête de l'armée de Catalogne et laissa l’administration de Barcelone au général David-Maurice-Joseph Mathieu de La Redorte. 
Macdonald est ensuite remplacé par le général de division Charles Mathieu Isidore Decaen qui allait devenir la principale autorité militaire et politique de la Principauté pendant l’annexion entre 1812 et 1813. Notons la formation par ce dernier de la compagnie des guides catalans.
Le premier décret du 6 janvier 1812, établissant une nouvelle division territoriale, est complété par celui du 2 février correspondant à l’organisation administrative et judiciaire, et il crée quatre départements : le Ter, avec Gérone comme chef-lieu, et le Sègre, avec pour chef-lieu la petite bourgade de Puigcerdà, correspondant à l’intendance de la Haute-Catalogne, sont sous le commandement du baron de Gérando ; celui de Montserrat, avec Barcelone comme chef-lieu, et les Bouches-de-l’Èbre, avec Lérida comme chef-lieu, sont intégrés dans l’intendance de la Basse-Catalogne sous les ordres du comte Chauvelin. Le décret impliquait un remodelage territorial important avec la réunion de la Catalogne et de l’Andorre tandis que le val d'Aran était réuni au département de la Haute-Garonne, et que l’enclave frontalière de Llívia était intégrée dans le département du Sègre. 
La Catalogne est intégrée à l'Empire français qui alors compte 130 départements et 45 millions d’habitants, et elle peut être comparée à la marche d'Espagne de l'Empire carolingien.
Les départements de Montserrat et des Bouches-de-l’Èbre sont constamment en état de guerre et ne sont que peu affectés par les réformes françaises.

## Départements de 1812
Les départements d'Espagne, au nombre de quatre, furent créés le 26 janvier 1812 :
- Bouches-de-l'Èbre (préfecture : Lérida)
- Montserrat (préfecture : Barcelone)
- Sègre (préfecture : Puigcerda et incorporant l’Andorre)
- Ter (Préfecture : Gérone)

Ces quatre départements avaient un statut juridique incomplet car s'ils étaient annexés à l'Empire par un décret du 26 janvier 1812, ce décret n'a cependant jamais été publié au Bulletin des Lois de l'Empire français et n'a pas non plus été officialisé par un sénatus-consulte.
Au musée de Figueras (catalan Figueres), province de Gérone, est affichée une reproduction du journal Le Moniteur universel qui crée ces 4 départements.

## Départements de 1813
Le 7 mars 1813, les départements furent fusionnés afin de n'en former que deux :
- Bouches-de-l'Èbre-Montserrat, à partir des Bouches-de-l'Èbre et de Montserrat (préfecture : Barcelone)
- Sègre-Ter, à partir de la Sègre et du Ter (préfecture : Gérone)

Les territoires qu'ils administraient furent perdus par l'Empire en 1814 sans que la reconnaissance par la France de leur annexion soit officiellement avalisée. Les départements furent officiellement supprimés le 10 mars 1814.